# Sukow-Szeligi-gruppen
Sukow-Dziedzice-gruppe var en tidlig slavisk gruppe i det 7. og 8. århundrede i Mecklenburg-Vorpommern og det nordvestlige Polen. De navngivende fundpladser er Sukow i Mecklenburg og Dziedzice i  voivodskabet Vestpommern. De seneste fund daterer gruppens oprindelse tilbage til år 747.
Husene lå i jordhøjde med gruber. Herved adskilte de sig fra Pragkulturens ofte sunkne, mindre beboelsesbygninger.
Deres døde blev brændt, og asken blev holdt over jorden eller spredt løst i eller på jordhøje.
Keramikken i denne gruppe er udekoreret og ikke drejet på et roterende keramikerhjul.
Fra det 8. århundrede blev Sukow-Dziedzice-gruppen erstattet af Feldberg-, Menkendorf- og andre kulturer.